# Liga Nacional de Guatemala 1981
La Liga Nacional de Guatemala 1981 es el trigésimo torneo de Liga de fútbol de Guatemala. El campeón del torneo fue el Comunicaciones, consiguiendo su décimo título de liga.

## Formato
El formato del torneo era de todos contra todos a dos vueltas, donde los ocho primeros lugares clasificaban octogonal final; el primer lugar de la octogonal final era el campeón.  En caso de empate por puntos, la diferencia de goles definía al campeón.  El último lugar de la liguilla, descendería a la categoría inmediata inferior.
Por ganar el partido se otorgaban 2 puntos, si era empate era un punto, por perder el partido no se otorgaban puntos.
En este torneo se dio el descenso de Tipografía Nacional, equipo histórico del fútbol guatemalteco.

## Equipos participantes
| Club                  | Ciudad              | Departamento   | Estadio                            |
| --------------------- | ------------------- | -------------- | ---------------------------------- |
| Antigua GFC           | Antigua Guatemala   | Sacatepéquez   | Estadio Pensativo                  |
| Aurora                | Ciudad de Guatemala | Guatemala      | Estadio del Ejército               |
| Cobán Imperial        | Cobán               | Alta Verapaz   | Estadio José Ángel Rossi           |
| Comunicaciones        | Ciudad de Guatemala | Guatemala      | Estadio Mateo Flores               |
| Finanzas Industriales | Amatitlán           | Guatemala      | Estadio Municipal de Amatitlán     |
| Galcasa               | Villa Nueva         | Guatemala      | Estadio Galcasa de Villa Nueva     |
| Juventud Retalteca    | Retalhuleu          | Retalhuleu     | Estadio Óscar Monterroso Izaguirre |
| Municipal             | Ciudad de Guatemala | Guatemala      | Estadio Mateo Flores               |
| Pensamiento           | Jalpatagua          | Jutiapa        | Estadio Winston Pineda             |
| Suchitepéquez         | Mazatenango         | Suchitepéquez  | Estadio Carlos Salazar Hijo        |
| Tipografía Nacional   | Ciudad de Guatemala | Guatemala      | Estadio Mateo Flores               |
| Xelajú MC             | Quetzaltenango      | Quetzaltenango | Estadio Mario Camposeco            |

### Equipos por Departamento
| Departamento   | N.º | Equipos                                                                                 |
| -------------- | --- | --------------------------------------------------------------------------------------- |
| Alta Verapaz   | 1   | Cobán Imperial                                                                          |
| Guatemala      | 6   | Aurora, Comunicaciones, Finanzas Industriales, Galcasa, Municipal, Tipografía Nacional. |
| Jutiapa        | 1   | Pensamiento                                                                             |
| Quetzaltenango | 1   | Xelajú MC.                                                                              |
| Retalhuleu     | 1   | Juventud Retalteca                                                                      |
| Sacatepéquez   | 1   | Antigua Guatemala                                                                       |
| Suchitepéquez  | 1   | Suchitepéquez                                                                           |

## Fase de clasificación
|  | Pos. | Equipos               | PJ | PG | PE | PP | GF | GC | Dif. | PTS | Clasificación                   |
|  | ---- | --------------------- | -- | -- | -- | -- | -- | -- | ---- | --- | ------------------------------- |
|  | 1º   | Comunicaciones        | 22 | 14 | 5  | 3  | 51 | 18 | +33  | 33  | Octagonal por el campeonato     |
|  | 2º   | Cobán Imperial        | 22 | 11 | 6  | 5  | 36 | 23 | +13  | 28  | Octagonal por el campeonato     |
|  | 3º   | Xelajú MC             | 22 | 10 | 7  | 5  | 36 | 24 | +12  | 27  | Octagonal por el campeonato     |
|  | 4º   | Aurora                | 22 | 10 | 6  | 6  | 28 | 25 | +3   | 26  | Octagonal por el campeonato     |
|  | 5º   | Finanzas Industriales | 22 | 9  | 7  | 6  | 25 | 23 | +2   | 25  | Octagonal por el campeonato     |
|  | 6º   | Galcasa               | 22 | 8  | 7  | 7  | 31 | 30 | +1   | 23  | Octagonal por el campeonato     |
|  | 7º   | Suchitepéquez         | 22 | 9  | 5  | 8  | 25 | 23 | +2   | 23  | Octagonal por el campeonato     |
|  | 8º   | Pensamiento           | 22 | 6  | 7  | 9  | 25 | 33 | -7   | 19  | Octagonal por el campeonato     |
|  | 9°   | Juventud Retalteca    | 22 | 6  | 6  | 10 | 22 | 27 | -5   | 18  | Cuadrangular por la permanencia |
|  | 10º  | Antigua Guatemala     | 22 | 5  | 6  | 11 | 23 | 30 | -7   | 18  | Cuadrangular por la permanencia |
|  | 11°  | Municipal             | 22 | 4  | 7  | 11 | 15 | 30 | -15  | 16  | Cuadrangular por la permanencia |
|  | 12°  | Tipografía Nacional   | 22 | 2  | 7  | 13 | 18 | 49 | -31  | 11  | Cuadrangular por la permanencia |
|  |      |                       |    |    |    |    |    |    |      |     |                                 |

## Fase final

### Octagonal por el campeonato
|  | Pos. | Equipos               | PJ | PG | PE | PP | GF | GC | Dif. | PTS | Clasificación                                                                             |
|  | ---- | --------------------- | -- | -- | -- | -- | -- | -- | ---- | --- | ----------------------------------------------------------------------------------------- |
|  | 1º   | Comunicaciones        | 14 | 8  | 4  | 1  | 22 | 9  | +13  | 22  | Copa de Campeones de la Concacaf 1982 - Primera fase Copa Fraternidad 1982 - Primera fase |
|  | 2º   | Xelajú MC             | 14 | 5  | 6  | 3  | 21 | 15 | +6   | 16  | Copa de Campeones de la Concacaf 1982 - Primera fase Copa Fraternidad 1982 - Primera fase |
|  | 3º   | Cobán Imperial        | 14 | 4  | 6  | 4  | 18 | 19 | -1   | 14  |                                                                                           |
|  | 4º   | Pensamiento           | 14 | 5  | 4  | 5  | 15 | 16 | -1   | 14  |                                                                                           |
|  | 5º   | Aurora                | 14 | 4  | 5  | 5  | 14 | 16 | -2   | 13  |                                                                                           |
|  | 6º   | Finanzas Industriales | 14 | 3  | 6  | 5  | 17 | 19 | -2   | 12  |                                                                                           |
|  | 7º   | Galcasa               | 14 | 4  | 4  | 6  | 20 | 25 | -5   | 12  |                                                                                           |
|  | 8º   | Suchitepéquez         | 14 | 2  | 5  | 7  | 12 | 20 | -8   | 9   |                                                                                           |
|  |      |                       |    |    |    |    |    |    |      |     |                                                                                           |

## Campeón
| Campeón Temporada 1981    |
| Comunicaciones 10º Título |
| ------------------------- |

## Cuadrangular por la permanencia
|  | Pos. | Equipos             | PJ | PG | PE | PP | GF | GC | Dif. | PTS | Clasificación                        |
|  | ---- | ------------------- | -- | -- | -- | -- | -- | -- | ---- | --- | ------------------------------------ |
|  | 9°   | Juventud Retalteca  | 6  | 5  | 0  | 1  | 13 | 5  | +8   | 10  |                                      |
|  | 10º  | Municipal           | 6  | 3  | 2  | 1  | 7  | 2  | +5   | 8   |                                      |
|  | 11°  | Antigua Guatemala   | 6  | 2  | 2  | 2  | 7  | 4  | +3   | 6   |                                      |
|  | 12°  | Tipografía Nacional | 6  | 0  | 0  | 6  | 3  | 19 | -16  | 0   | Descendido a la Liga de Ascenso 1982 |
|  |      |                     |    |    |    |    |    |    |      |     |                                      |